# Noruega en los Juegos Olímpicos de Atlanta 1996
Noruega estuvo representada en los Juegos Olímpicos de Atlanta 1996 por un total de 97 deportistas que compitieron en 16 deportes.  
La portadora de la bandera en la ceremonia de apertura fue la regatista Linda Andersen.

## Medallistas
El equipo olímpico noruego obtuvo las siguientes medallas:
| Nombre                         | Deporte    | Competición         |
| ------------------------------ | ---------- | ------------------- |
| Oro                            |            |                     |
| Vebjørn Rodal                  | Atletismo  | 800 m M             |
| Knut Holmann                   | Piragüismo | K1 1000 m M         |
| Plata                          |            |                     |
| Knut Holmann                   | Piragüismo | K1 500 m M          |
| Steffen Størseth Kjetil Undset | Remo       | Doble scull (M2x) M |
| Bronce                         |            |                     |
| Trine Hattestad                | Atletismo  | Jabalina F          |
| Equipo                         | Fútbol     | Torneo F            |
| Peer Moberg                    | Vela       | Laser M             |